# Сату-Маре (Сучава)
Сату-Маре (рум. Satu Mare) — село у повіті Сучава в Румунії. Адміністративний центр комуни Сату-Маре.

## Розташування
Село заходиться на відстані 377 км на північ від Бухареста, 27 км на північний захід від Сучави, 140 км на північний захід від Ясс.

## Історія
За переписом 1900 року в селі Сатулмаре Німецьке Радівецького повіту були 214 будинків, проживав 1221 мешканець: 2 румуни, 1145 німці, 47 євреїв, 13 поляків, 14 угорців, а в селі Сатулмаре Румунське Радівецького повіту були 316 будинків, проживали 1452 мешканці: 1396 румунів, 8 німців, 34 євреї, 14 угорців.

## Населення
За даними перепису населення 2002 року у селі проживали 2765 осіб, з них 2764 особи (> 99,9%) румунів. Рідною мовою 2764 особи (> 99,9%) назвали румунську.